# Hypnos monopterygius
Hypnos monopterygius är en rocka som först beskrevs av Shaw 1795. Hypnos monopterygius är ensam art inom släktet Hypnos och familjen Hypnidae. Vissa auktoriteter placerar den i underfamiljen Hypninae i familjen Torpedinidae. Inga underarter finns listade.
Arten är en elektrisk rocka endemisk för tropiska och varma tempererade strandnära vatten i Australien, oftast grundare än 80 meter men kan sällsynt uppträda på ned till 240 meters djup. Den är en liten rocka som vanligtvis blir ungefär 40 cm lång. Den har mycket stora bröstfenor, extremt kort stjärt och mycket liten ryggfena vilket ger den en distinkt päronform. På ovansidan är den brun i olika varianter, den har små ögon och en stor mycket tänjbar mun.
Hypnos monopterygius är nattaktiv och lever ett ganska stillastående liv. Den uppsöker sandiga och leriga habitat där den dagtid gräver ned sig. De kan alstra en kraftig elektrisk stöt på upp emot 200 volt för attack och försvar. Den är predator och dess främst föda är benfiskar som lever i den bentiska zonen. Ofta tar den fiskar som är lika stora eller större än den själv. Tillfälligt kan den även ta ryggradslösa djur eller till och med små pingviner och råttor. Den föder 4–8 levande ungar. Den värderas inte kommersiellt, är härdig och är vanlig i sitt utbredningsområde. IUCN kategoriserar den som livskraftig (LC).